# Capitulations de Mayence
Les capitulations impériales de Mayence de 1235 sont une organisation juridique régionale promulguée le 15 août 1235 par l’empereur Frédéric II lors de la diète de Mayence. Elles prirent valeur de constitution jusqu'à la dissolution du Saint-Empire romain germanique. Elles furent aussi le premier décret royal allemand à être rédigé non seulement en latin, mais aussi en moyen-haut allemand.

## Contexte

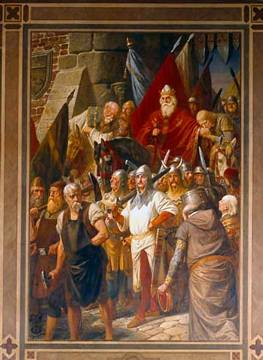
Henri IV accorde les capitulations à Mayence (tapisserie de la salle impériale du palais de Goslar, 1880).

Depuis le début du XIe siècle, les Capitulations se multipliaient à travers le Saint Empire, prolongeant les pourparlers de la paix de Dieu. La première capitulation de Mayence avait été accordée pour une durée de quatre années par Henri IV en 1103, renouvelant par là la paix de Dieu qu'il avait proclamée à Mayence dès 1085. Jusqu'alors, toutes les capitulations n'étaient accordées que pour une durée déterminée. En 1152 Frédéric Barberousse accorda les Grandes capitulations impériales, qui s'appliquaient à tout le Saint Empire. Dès 1186, la rédaction préalable d'un cartel et le respect d'un délai de trois jours furent rendus obligatoires pour l'engagement des « faides », ces vendettas censées régler les conflits entre particuliers. Sous le règne de Frédéric Barberousse, le Droit romain commence à s'imposer comme le « droit impérial », puis avec Frédéric II, la codification du droit se fait plus systématique : ainsi les Constitutions de Melfi, promulguées en 1231 et s'appliquant uniquement au royaume de Sicile, qui autorisent les poursuites par l'Inquisition et, simultanément, le Miroir des Saxons, un code civil composé en langue vernaculaire, voient le jour.

## Contenu
Les capitulations de Mayence, dans la mesure où elles instituent une organisation pour une durée non plus éphémère, mais indéterminée, sont l'aboutissement de la politique régionale de l'empereur au Moyen Âge. Par la même occasion, elles sont le couronnement de la politique de Frédéric II, qui subordonne le pouvoir des princes à la royauté de l'empereur.
Les capitulations de Mayence comportent 29 articles qui, outre le système pénal, régissent aussi le fonctionnement des tribunaux, des ateliers de monnayage, des octrois et droits de circuler, garantissent la sécurité juridique et le droit de fortifier sa propriété, enfin précisent le statut des baillis et des juges. Mais surtout elles apportent ses premières limitations à la loi du talion, que la capitulation perpétuelle de 1495 abrogera,  260 ans plus tard. Jusque-là, tout chevalier, prince ou municipalité avait droit de recourir à la « faide » lorsqu'il estimait ses droits bafoués.
Les capitulations de Mayence ne vont pas encore jusqu'à interdire cette prérogative : elles la soumettent simplement à un protocole à respecter, et défendent à quiconque de se venger de personnes incapables de porter les armes : les femmes, les paysans, les Juifs, les clercs, les marchands, etc. ainsi que les églises et le clergé. Toute infraction à ces règles sera désormais sanctionnée.
Avant d'entreprendre une faide, l'offensé devait préalablement saisir un tribunal et en obtenir une condamnation en bonne et due forme. Ce n'est qu'en cas d'échec d'application de cette condamnation que la vendetta devenait légale. Ainsi, l'autorité juridique avait une certaine priorité sur la justice privée.
Le principe fondamental est énoncé à l'Art. 5 alinéa 1 de l'acte de capitulation : « Ce code et le tribunal sont institués afin que personne ne se fasse le justicier de sa propre cause ; car là où l'autorité de la Loi fait défaut, l'arbitraire et la cruauté se déchaînent. »
La capitulation de Mayence institutionnalisa aussi une nouvelle juridiction en disposant la nomination d'un juge permanent représentant l'archevêché près le tribunal royal germanique, tribunal qui sera finalement remplacé en 1495 par la Chambre impériale.
La sécurité garantie par les Capitulations (c'est-à-dire la garantie du droit de sauvegarde et l'interdiction de la violence en bande organisée par la promulgation de règles de droit objectif) reste aujourd'hui un thème essentiel du maintien de l'ordre. Le trouble à l'ordre public est puni en Allemagne en vertu du code pénal (§ 125 StGB).